# Lindenau (Oberlausitz)
 For alternative betydninger, se Lindenau. (Se også artikler, som begynder med Lindenau)
Lindenau er en by i landkreis Oberspreewald-Lausitz i den sydlige del af den tyske delstat Brandenburg.